# Ballesta de perdigón

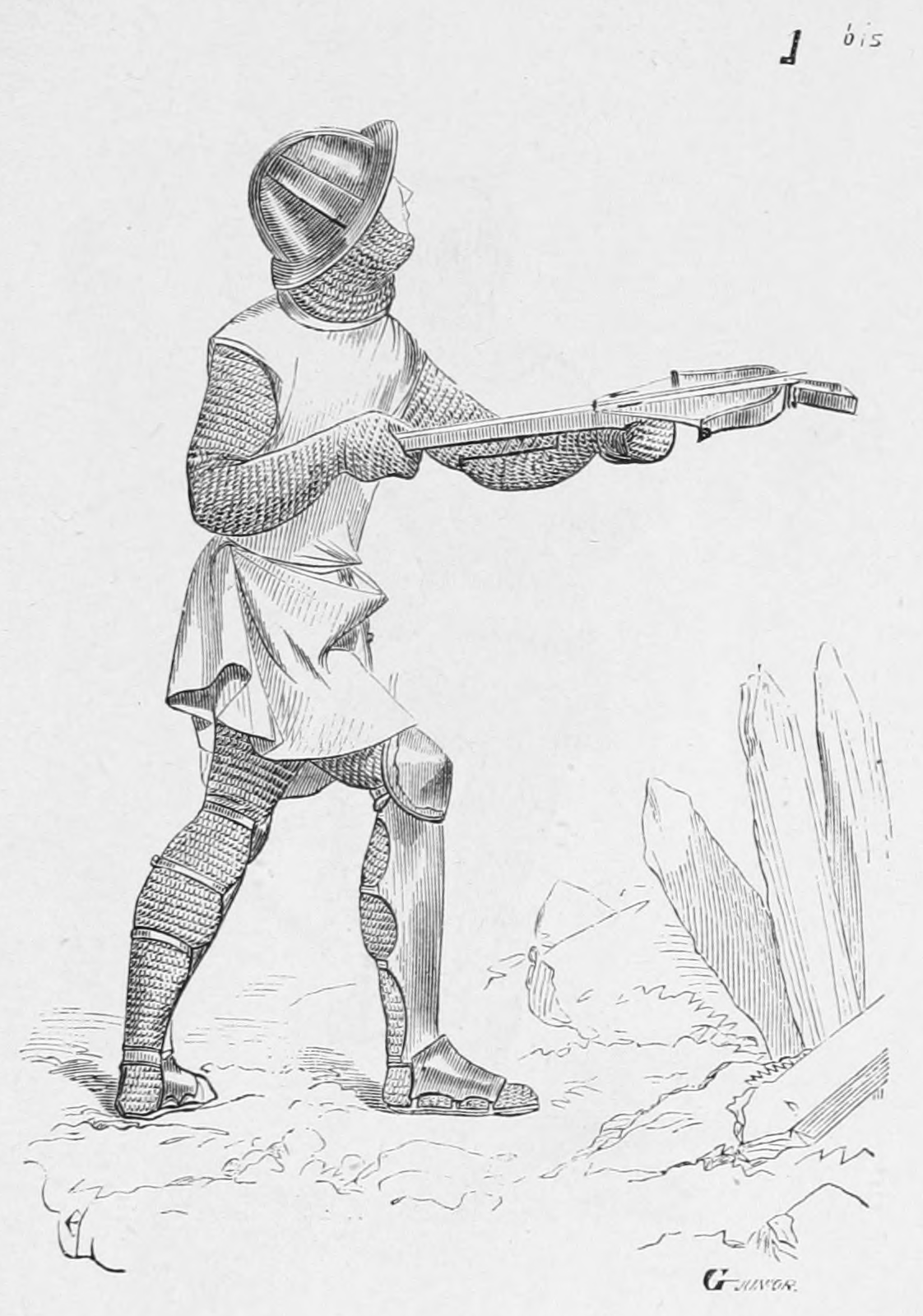
Un soldado usando un modelo temprano de la ballesta.

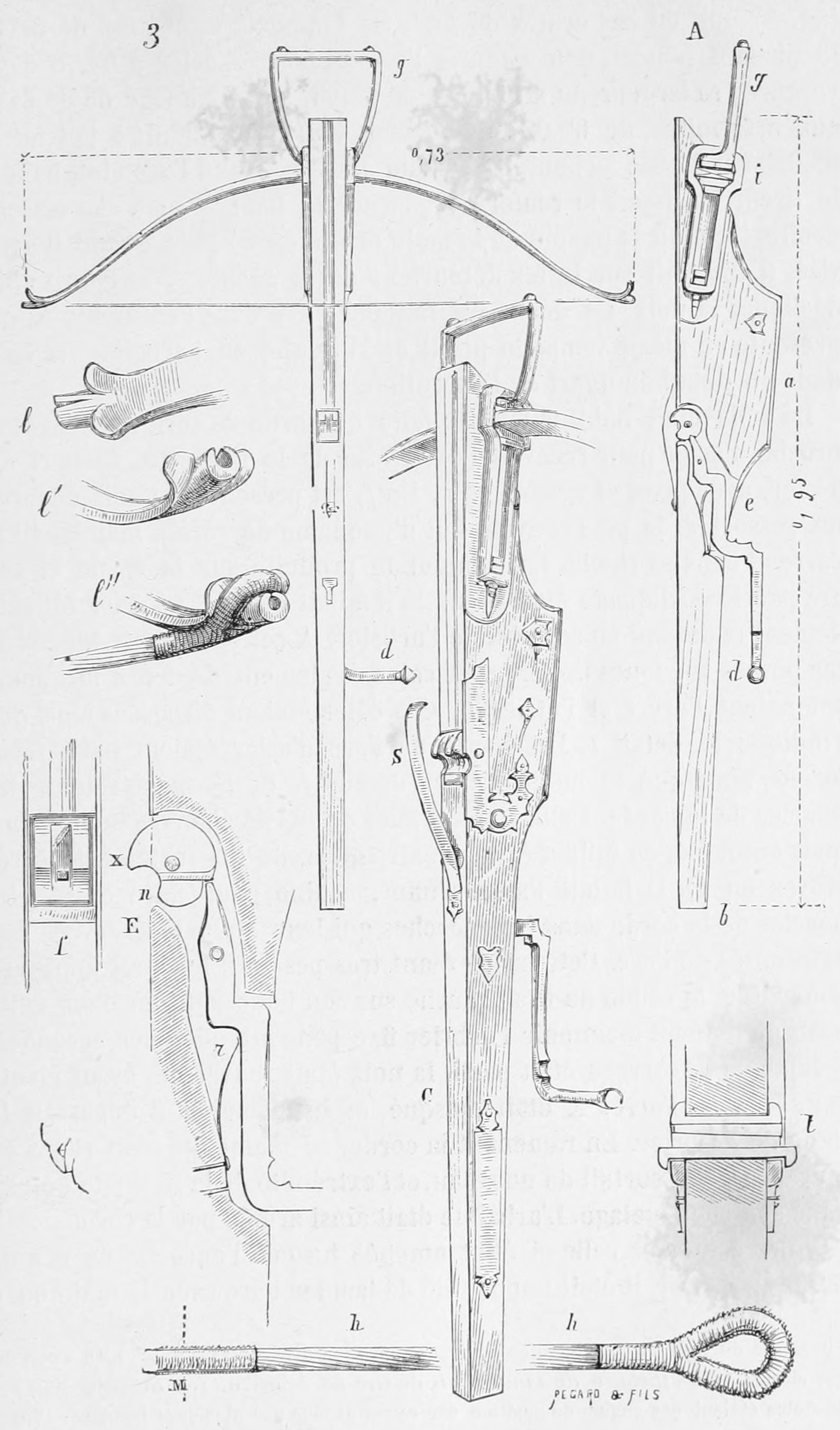
Un diagrama completo de una ballesta. Observe el arco curvado hacia arriba, que fue el cambio que más afectó a la ballesta de perdigón.

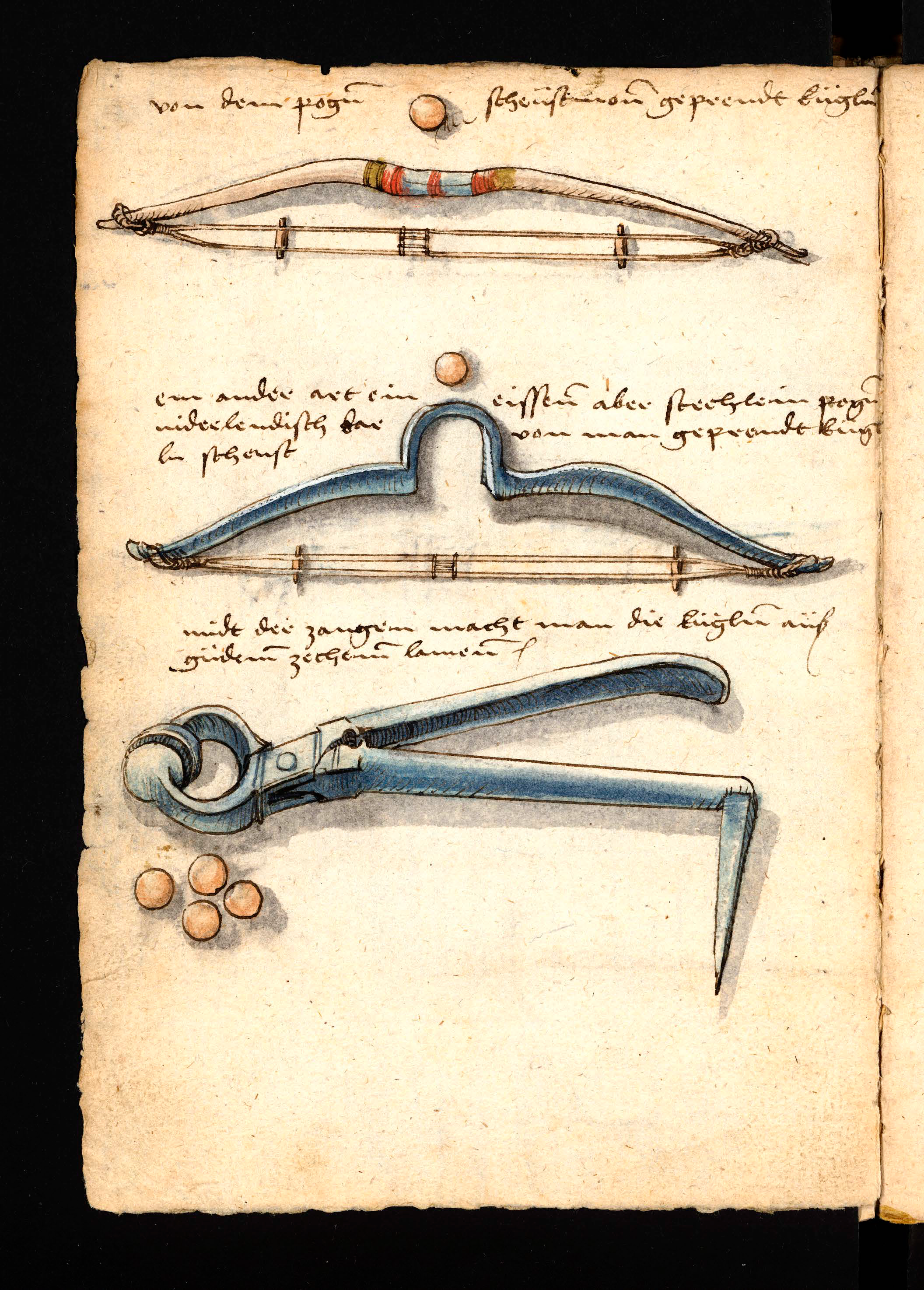
Dos arcos de perdigones del Codex Löffelholz, Nuremberg 1505

Una ballesta de perdigón, a veces llamada "ballesta de piedra" o "ballesta de bala" es una versión modificada de la ballesta clásica. El arco se construía normalmente con madera o acero, dependiendo de la preferencia. Típicamente utiliza balas y piedras como proyectiles en lugar del tradicional virote.

## Historia
La ballesta existe desde el siglo V a. C. China fue el primer país en crear la ballesta de mano. La munición elegida era el virote y a menudo se hacía de bronce. Se utilizaba eficazmente como arma tanto en la batalla como en la caza. Tan poderosa como era la ballesta, no tenía la capacidad de cazar animales más pequeños como pájaros, ardillas y conejos. Como arma, la ballesta de perno era mucho más popular y por lo tanto más desarrollada que la ballesta de bala. Consecuentemente, la ballesta estándar fue actualizada con mayor frecuencia con nuevas municiones, accesorios y otras mejoras, dejando a la ballesta de perdigón en el pasado. Sin embargo, al discutir temas astronómicos como los eclipses solares y lunares, el matemático y teórico musical chino de la era Han Occidental, Jing Fang (78-37 a. C.), escribió que la luna, con forma de bola, no producía luz y era iluminada solo por el sol, que comparó con la forma de un perdigón de ballesta.
La primera ballesta de perdigón que se conoce fue inventada en el siglo XVI. Era una simple ballesta de dos cuerdas que disparaba pequeños proyectiles. Las primeras formas de munición incluían bolas de arcilla, que se rodaban y se horneaban para formar balas redondas y duras. El propósito principal del arco era disparar a las aves, ya que las armas convencionales carecían de la capacidad de cazar eficazmente presas voladoras. Los proyectiles más ligeros de una ballesta de perdigones volaban más rápido, por lo que el tirador tenía más posibilidades de alcanzar un objetivo en movimiento.
Uno de los cambios más importantes de la ballesta de perdigón fue el fuerte arco curvado hacia arriba.Cosa que permitía que las cuerdas y la bolsa que sostenían y lanzaban la bala se colocaran lejos del resto del arma. Esto permitió que la culata o el cuerpo de la ballesta fuera más recta y que utilizara resortes más fuertes para lanzar las balas más rápidamente y con mayor precisión.
Aunque se usó extensamente para la caza, la ballesta de perdigón no fue mejorada significativamente hasta finales del siglo XVIII. Los ingleses cambiaron el diseño para permitir un resorte más potente y una munición más grande. El arco fue adaptado para disparar balas de media onza de plomo, que eran más precisas y hacían significativamente más daño que las piedras y los perdigones de arcilla.
Presentaba muchas similitudes con la honda, un arma similar pero mucho más simple. Ambas contaban con una bolsa con un pequeño proyectil. En las pruebas de comparación, la ballesta para disparar balas solo disparaba ligeramente más rápido, pero con mucha más precisión que la honda.
Con la invención de rifles seguros, más poderosos y más precisos, la ballesta para disparar balas se volvió obsoleta poco después. Para el momento en que el siglo XIX llegó, la ballesta comenzó a decaer en cuanto a uso. La pólvora es mucho más poderosa y destructiva que la ballesta, y las armas se convirtieron rápidamente en la nueva arma elegida tanto para la caza como para la guerra.

## Usos
Debido a que la mayoría de las ballestas para disparar balas usan balas pequeñas, la ballesta para disparar balas fue usada principalmente para la caza. Los cartuchos de pequeño calibre son perfectos para matar animales como pájaros y ratas. Al ser una ballesta, no emite mucho sonido. A pesar de que se inventaron armas más poderosas, como la pistola de aire, la ballesta para disparar balas fue usada extensamente a lo largo de la historia porque no era lo suficientemente fuerte para asustar a las presas. Naturalmente, esta ballesta tomó por asalto la profesión de cazador furtivo y fue el arma elegida durante décadas.
Para un arma, la ballesta de perdigón es relativamente segura y fácil de usar. Debido a estos puntos fuertes, fue el arma elegida para la formación de soldados y cazadores. Aunque no era el arma más ideal para la guerra o la caza, la falta de riesgo y la facilidad de uso la convirtieron en un buen punto de partida para los nuevos tiradores. Así también como para juegos y competiciones.

## Defectos
Aunque funcionaba bien en animales pequeños como ardillas y pájaros, no era lo suficientemente poderoso para ser un arma fiable en la guerra. La velocidad era demasiado baja para que los perdigones o la piedra perforaran la piel, y por lo tanto no causaba mucho daño a los humanos.  La ballesta tenía el potencial de fracturar cráneos, pero como esta era la única manera efectiva de derribar al enemigo, no se comparaba con la ballesta estándar en tiempos de guerra.
Además de los disparos de baja velocidad de la ballesta de perdigón, los proyectiles no eran tan eficaces como el virote de la ballesta estándar. Estos hacían más daño que los perdigones sin filo y de movimiento lento.
Otro defecto reside en el material elegido: El acero. Los arcos de acero requieren más energía para devolver el arco a su posición original y, por lo tanto, entregan menos energía al tiro en sí. Los arcos de madera suelen disparar mucho más rápido que los de acero.